# غارث موراي
غارث موراي هو لاعب هوكي الجليد كندي، ولد في 17 سبتمبر 1982 في ريجاينا في كندا.

## وصلات خارجية
- غارث موراي على موقع دوري الهوكي الوطني (الإنجليزية)
- غارث موراي على موقع EliteProspects.com (الإنجليزية)
- غارث موراي على موقع HockeyDB.com (الإنجليزية)
- غارث موراي على موقع Hockey-Reference.com (الإنجليزية)